# فرنونياوات
الفرنونياوات (الاسم العلمي: Vernonieae)، قبيلة نباتات من فصيلة النجمية، تضم حوالي 1300 نوع. توجد معظمها في المناطق المدارية والمناطق المعتدلة الدافئة، في كل من الأمريكتين والعالم القديم. معظمها من النباتات العشبية أو الشجيرات، على الرغم من وجود نوع واحد على الأقل من الأشجار، وهو Vernonia arborea.